# Alfredo Wagner
Alfredo Wagner é um município brasileiro do estado de Santa Catarina. Localiza-se a uma latitude 27º42'01" sul e a uma longitude 49º20'01" oeste, estando a uma altitude de 480 metros e a 111 quilômetros de Florianópolis.
As primeiras tentativas de colonização de Alfredo Wagner foram feitas por dezenove soldados, nas proximidades do Morro do Trombudo onde foi instalado primeiro assentamento de soldados-colonos com a fundação da Colônia Militar Santa Thereza, nos moldes da colônia que daria origem a cidade de Imperatriz no Maranhão.
A Colônia Militar foi transferida para as margens do Rio Itajaí do Sul, onde prosperou e cresceu, tendo perdido sua importância após a proclamação da república foi transformada no distrito de Catuíra, que, juntamente com Barracão e Arnópolis, disputaram a prerrogativa de receber a Sede do futuro Município, criado pela Lei nº 806 de 21 de dezembro de 1961 da Assembléia Legislativa de Santa Catarina. Vários nomes foram sugeridos e por maioria a Câmara Municipal de Bom Retiro decidiu por homenagear Alfredo Henrique Wagner, natural de São Pedro de Alcântara, mas estabelecido na Colônia Militar Santa Thereza onde exerceu diversos ofícios, tendo posteriormente mudado para a localidade da Lomba Alta. Seu exemplo de honestidade e probidade, trabalho e honradez, foram os motivos pelos quais os vereadores da época propuseram seu nome para o novo município, ficando então Alfredo Wagner, desmembrado de Bom Retiro.

## Pré-história
No início da década de 1990, professores da Universidade Federal de Santa Catarina descobriram em Alfredo Wagner fósseis de mesossauros, répteis que viveram há 220.000.000 anos.

## História

### Origens e povoamento
Um famoso republicano, farroupilha e intensamente ativo na região dos campos de Lages e fazendo passeios na Laguna, o Coronel Serafim Muniz de Moura, com seus familiares, foi o primeiro homem estabelecido no território municipal. O fato ocorreu na metade da década de 1840.

A Colônia Militar Santa Thereza fundada por Decreto Imperial nº 1266 de 8 de Novembro de 1853 no local hoje conhecido como Guarda Velha, município de Bom Retiro. A empreitada, porém, não teve êxito devido à neve abundante e às chuvas que por três anos assolaram a região. A Colônia Militar Santa Thereza, foi então transferida para as margens do Rio Itajai do Sul e ali prosperou chegando a abrigar mais de 500 famílias. O território da Colônia abrangia boa parte do que é hoje o Município de Alfredo Wagner. 
A Colônia Militar Santa Thereza, por ser instituída oficialmente como um local do Exército Brasileiro, recebia subvenção do Estado, os soldados-colonos recebiam pagamento mensal e terras para cultivar, cuja propriedade eram passadas a seus nomes após um certo período de tempo. Muitas notícias nos informam que o Governo enviava também para as colônias militares (incluindo a futura Catuíra) sementes e mudas para o plantio.
A partir do trabalho dos colonos-soldados o território do atual município foi sendo ocupado devido a proteção oferecida pelo Exército e as facilidades para aquisição das terras. Não houve direcionamento de imigrantes alemães para a Colônia Militar Santa Thereza, entretanto, alguns imigrantes, seus filhos e netos, não tendo se adaptado nas regiões onde foram fixados, aos poucos foram se estabelecendo na Colônia Militar. O progresso e o desenvolvimento do local foram interrompidos pela Proclamação da República.
Na implantação da República a fortaleza de Anhatomirim  foi testemunha do fuzilamento de 185 presos-políticos monarquistas, assassinados por ordem do republicano  Floriano Peixoto pelo coronel António Moreira Cesar.
O município de São José (a que pertencia a Colônia Militar Santa Thereza) e cuja liderança monarquista fora toda assassinada em Anhatomirim, foi desmembrado e dividido, ficando reduzido a um pequeno pedaço a beira-mar. A Colônia Militar foi extinta poucos anos depois e a localidade renomeada para Catuíra, passando a pertencer ao município de Bom Retiro.
Em 1893, quando fugia, junto com um grupo de soldados, de possíveis vinganças da Revolução Federalista, o Soldadinho, doente, perdeu-se do grupo e foi encontrado dias mais tarde, congelado. O túmulo, construído no local, é muito visitado e os moradores mais antigos que acreditam que o Soldadinho faz milagres.

### Formação administrativa e história recente
Tornou-se distrito em 1957. Alfredo Wagner emancipou-se politicamente em 21 de dezembro de 1961, por meio da Lei nº 806. De acordo com a legislação, suas terras desmembraram-se do município de Bom Retiro.
O novo território municipal foi instalado em 29 de dezembro de 1961. O primeiro prefeito que venceu as primeiras eleições municipais realizadas no ano seguinte foi o Senhor Alfredo Wagner Júnior e filho de Alfredo Henrique Wagner cujo nome e sobrenome tornou-se topônimo do Município. A superfície do município é estimada em 765 km². Alfredo Wagner faz parte da Mesorregião da Grande Florianópolis. Em seu território existem muitas montanhas.
Sua economia baseia-se principalmente na agricultura, atividade econômica na qual o principal produto econômico é a cebola (é possivelmente o segundo município que mais produz essa planta no estado).

## Geografia humana
Na zona rural moram 70% da população, a água na zona urbana obtida através do tratamento da água rio Rio Caeté, obtida de fontes naturais ou mesmo de arroios. A eletrificação atinge 85% das propriedades.
Para conter o êxodo, a prefeitura incentiva o aumento da produção agrícola, através de programas específicos e implantou um convênio com um abatedouro de Rio do Sul para criação de suínos, em sistema de parceria, pelas famílias dos agricultores. A prefeitura também adquiriu resfriadores de leite e está intermediando a venda do produto em quatro empresas de grande porte.
Por possuir um bom acesso por asfalto e uma localização privilegiada que triangula uma distância média de 80 quilômetros com as cidades de Lages, Florianópolis e Rio do Sul, a administração municipal também espera uma rápida industrialização a partir dos próximos anos e tem oferecido isenção total de impostos e tributos municipais e até mesmo a cessão de terreno para instalação de unidades fabris.
Uma das atrações é a Reserva Rio das Furnas, localizada na pequena localidade de São Leonardo (Alfredo Wagner), na Serra dos Faxinais, no Alto da Boa Vista.

## Turismo
Alfredo Wagner encontra-se numa área de transição entre a Serra Catarinense, os Campos da Boa Vista e o Vale Europeu. A cidade caracteriza-se pela beleza natural e exuberante de sua paisagem e pela abundância de recursos hídricos. A paisagem típica do contexto local é caracterizada pela topografia acidentada e fundos de vales extensos e estreitos. Possui em sua composição diversos cenários, que transmitem às pessoas que passam pela cidade uma sensação de ar puro e bem estar.
Também conhecida como Capital das Nascentes, pois em seu território, nascem 4 rios, o Rio Braço do Norte, que depois desemboca no Rio Tubarão, o Rio Canoas, que depois que ajuda a formar o Rio Uruguai, o Rio Cubatão, que abastece a Grande Florianópolis e o Rio Itajaí-Açu, que dá o nome ao Vale do Itajaí.
Conta com três hoteis e três pousadas, que atendem adequadamente os turistas que visitam a cidade.

## Museu Municipal
Após muitos anos de pesquisas no município, foram encontrados diversos artefatos, fósseis, peças geológicas e ecológicas que reunidas na localidade Lomba Alta, dão vida ao Museu Arqueologia da Lomba Alta.
Inaugurado no cinquentenário da morte de Alfredo Henrique Wagner, em 20 de Outubro de 2002, é uma réplica, em estilo suiço-germânico, da residência do patrono do município.
Abriga no andar térreo vasto material de interesse arqueológico, geológico, numismático e ecológico e no sótão, antiguidades diversas como louças, ferramentas, vestuário. A maioria pertencente à família de Alfredo Wagner. Em 2009, o número de visitantes foi de 6.476 pessoas, perfazendo desde a inauguração em Outubro de 2002, um total de 35.912 visitantes.
Curiosidade: Atrás do Museu, há um bosque de árvores nativas alfredenses, com todas as espécies frutíferas comestíveis encontradas nas matas do Município.